# Рауль Гоні
Рауль Гоні (ісп. Raúl Goni, нар. 12 жовтня 1988, Сарагоса) — іспанський футболіст, що грав на позиції центрального захисника.
Виступав за молодіжну збірну Іспанії.

## Клубна кар'єра
Народився 12 жовтня 1988 року в місті Сарагоса. Вихованець юнацьких команд футбольних клубів  «Монтекарло» і «Амістад», а з 2007 року — академії  «Реал Сарагоса».
У дорослому футболі дебютував 2007 року виступами в елітній Ла-Лізі за головну команду «Реал Сарагоса», в якій протягом наступних трьох сезонів був резервним центральним захисником.
Протягом 2010–2012 років здобував ігрову практику, граючи на провах оренди за «Реал Мадрид Кастілья» у третьому дивізіоні та за «Картахену» у Сегунді. Повернувшись з оренди, першу половину сезону 2012/13 знову проводив у команді «Реал Сарагоса», взявши за цей час участь лише у 4 іграх Ла-Ліги.
На початку 2013 року приєднався до друголігового «Сабаделя», де також не став основним гравцем, проте отримував більше ігрової практики. Влітку 2013  року, під час підготовки до сезону, отримав розрив зв'язок коліна, через який повністю пропустив наступний сезон.
В сезоні 2014/15 намагався відновити ігрові кондиції, граючи в третьому дивізіоні за «Реал Сарагоса Б», після чого півтора роки відіграв у четвертому дивізіоні за «Теруель», після чого на початку 2017 року у 28-річному віці оголосив про завершення ігрової кар'єри.

## Виступи за збірні
2006 року провів одну гру у складі юнацької збірної Іспанії (U-19).
2009 року залучався до складу молодіжної збірної Іспанії, за яку виходив на поле також лише в одній грі.